# レディスポ
『レディスポ The IAM イラストアニメーションムービー』（レディスポ ジ アイエーエム）は、日本の短編テレビアニメ。2018年4月から6月までTOKYO MXにて5分枠で放送。
従来のテレビアニメと異なり、動画を使用せず、原画のみで構成する「イラストアニメーションムービー」という手法を用いている。
監督は木村寛が担当。

## 登場人物

### チーム・ハーツ
アリゲッティ
声 - 島田紗希
22歳。7月4日生。O型。身長176cm。体重57kg。B90W62H90。
職業プロスポーツ賞金稼ぎ。趣味酒飲み。得意ジャンル・格闘技。
千のスポーツをマスターした色っぽい女性。テンションが高く、騒ぐのが好き。
コルピ
声 - 上原あかり
17歳。7月16日生。B型。身長162cm。体重48kg。B78W57H82。
職業プロスポーツ賞金稼ぎ。趣味買物・食事・友達とはやぐ。得意ジャンル・フィギュアスケート。
スポーツの才能は優れているが、お金の才能はない。ツンデレの貧乳。
サビーナ
声 - 木下鈴奈
14歳。3月10日生。A型。身長154cm。体重45kg。B83W58H83。
職業プロスポーツ賞金稼ぎ。趣味あらゆるジャンルのオタク活動。得意ジャンル・全般（勘が鋭い）。
直観力が優れ歌を愛する。
モコモコ
声 - 青柳みさと
117歳。1月19日生。身長20cm（尻尾を含めると）。体重1.5kg。
職業社長・営業・館長。趣味ザビーナとのふれあい。得意ジャンル・監督。
アリゲッティ・コルピ・サビーナの3人組の監督や艦長などを務めている謎の生き物。

### チーム・マリー
マリー
声 - 楠田亜衣奈
アリゲッティのライバルであり、チームマリーの主将。
ミホ
声 - 深町未紗
アンナ
声 - 近江さなえ
ピエルマリオ
声 - マイア

### その他
藤生
声 - 菅沼美咲
織原
声 - 伊藤あすか
佐和月
声 - 青地希望
花巻
声 - 白浜優子
黄黄
声 - 堀籠沙耶
レニ
声 - いずみ綾
アミ
声 - 赤星真衣子

## 用語
宇宙スポーツ連合歴 / USDS歴
宇宙戦争（ギャラクティクウォー）の反省から、7つの憲章を作成、最後の条文で、何らかの理由で白黒つけなければならない場合はスポーツで決着を行うこととされた。夫婦喧嘩から国家間決議までスポーツで決着をつけることとなった。

## スタッフ
- 原作 - LS
- 監督・シリーズ構成・絵コンテ - 木村寛
- キャラクターデザイン - 北奈つき
- 脚本 - 木原梨花、木村寛
- 演出・特殊効果 - 赤天狗
- 作画監督・色彩設計・色指定 - 天狗工房
- 撮影監督 - 福土直也
- 美術設定 - 山本晋士
- 編集 - 金山慶成
- 劇伴音楽 - kum;
- 音響監督 - 柴田勝俊
- 音楽制作 - RME
- アニメーション制作 - ぶりおアニメーション
- 制作協力 - 天狗工房、UAP
- 製作 - LSPC（MAGNET、キャトルステラ、エイ・クラフト、RME）

## 主題歌
テーマ曲「ハッピーシンキング！」
歌 - 楠田亜衣奈

## 各話リスト
| 話数 | サブタイトル     |
| ---- | ---------------- |
| 1    | キャント         |
| 2    | レイダー         |
| 3    | ローナ           |
| 4    | プラクティス     |
| 5    | キスアンドクライ |
| 6    | ダブルウィナー   |
| 7    | ビーム           |
| 8    | ライバル         |
| 9    | トリプルスレット |
| 10   | ゼロゾーン       |
| 11   | リベンジ         |
| 12   | ファイナル       |

## 放送局
| 放送期間                | 放送時間                     | 放送局   | 対象地域 |
| ----------------------- | ---------------------------- | -------- | -------- |
| 2018年4月10日 - 6月26日 | 火曜 1:20 - 1:25（月曜深夜） | TOKYO MX | 東京都   |